# Escuela moderna
Pour les articles homonymes, voir École moderne.
 (août 2025).
Si vous disposez d'ouvrages ou d'articles de référence ou si vous connaissez des sites web de qualité traitant du thème abordé ici, merci de compléter l'article en donnant les références utiles à sa vérifiabilité et en les liant à la section « Notes et références ».

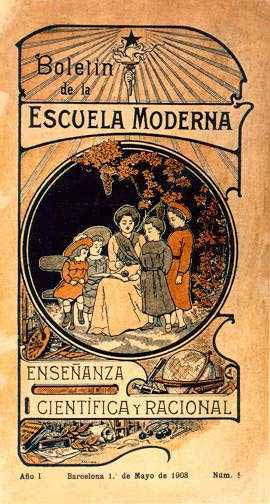
Le bulletin de l'École Moderne, décembre 1905.

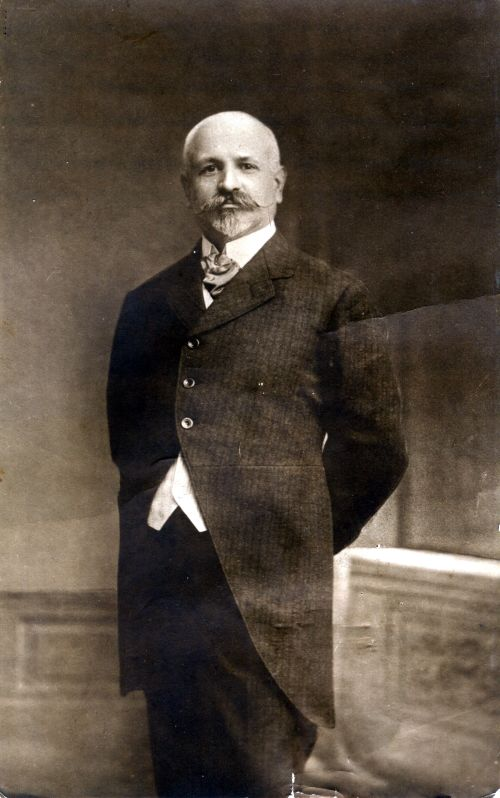
Francisco Ferrer.

La Escuela moderna ou École moderne est une école rationaliste fondée à Barcelone le 8 octobre 1901, par Francisco Ferrer.
Son projet pédagogique d'inspiration libertaire s'appuie sur la mixité, l’égalité sociale, la transmission d’un enseignement rationnel, l’autonomie et l’entraide.
Elle fut la première d'un réseau qui en comptait plus d'une centaine en Espagne en 1907. Elle inspira les modern schools américaines et les nouveaux courants pédagogiques.

## Le projet
L'école n'est pas gratuite car elle ne dispose d'aucune subvention publique ou privée. Pour être viable, elle doit donc s'auto-financer. En fixant un prix de pension uniforme, elle risque néanmoins d'aboutir à une sélection par l'argent et d'écarter les enfants issus des milieux les plus défavorisés, ce qui est évidemment contraire à sa vocation. La contribution financière des familles est proportionnelle à leurs ressources, même si cette somme peut avoir une valeur symbolique. De chacun selon ses moyens, à chacun selon ses besoins.
L'Escuela moderna est mixte, comme l'Orphelinat de Cempuis de Paul Robin ou La Ruche de Sébastien Faure. La mixité représente une innovation particulièrement audacieuse dans une Espagne très chrétienne. Francisco Ferrer doit vaincre bien des réticences à ce sujet, dans son propre entourage, mais il reste intraitable et finit par obtenir gain de cause.
L'Escuela moderna est aussi laïque mais son fondateur évite cependant d'utiliser cet adjectif pour ne pas entrer immédiatement en conflit avec les autorités ecclésiastiques toutes puissantes.
Une citation de Francisco Ferrer résume le projet :

« Notre enseignement n'accepte ni les dogmes ni les usages car ce sont là des formes qui emprisonnent la vitalité mentale (...) Nous ne répandons que des solutions qui ont été démontrées par des faits, des théories ratifiées par la raison, et des vérités confirmées par des preuves certaines. L'objet de notre enseignement est que le cerveau de l'individu doit être l'instrument de sa volonté. Nous voulons que les vérités de la science brillent de leur propre éclat et illuminent chaque intelligence, de sorte que, mises en pratique, elles puissent donner le bonheur à l'humanité, sans exclusion pour personne par privilège odieux. »

## La pédagogie rationaliste

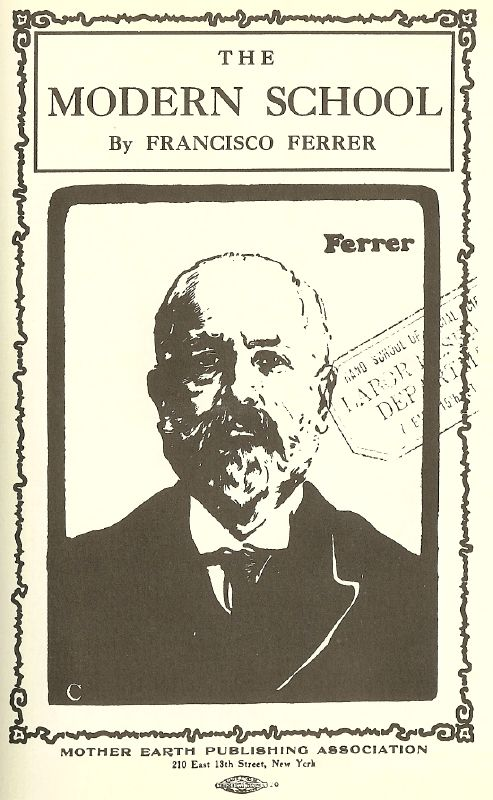
The Modern School, de Francisco Ferrer, traduit par Voltairine de Cleyre en 1909.

La pédagogie élaborée par Francisco Ferrer repose sur cinq piliers : la mixité, l’égalité sociale, la transmission d’un enseignement rationnel, l’autonomie et l’entraide.
- Une école mixte : Ferrer considère que l’égalité entre les sexes passe avant tout par un accès égal à une éducation identique. La mixité au sein des classes et de l’établissement scolaire doit ainsi pouvoir permettre aux femmes d’accéder à la même éducation, au même apprentissage, aux mêmes enseignements que les hommes. En outre, il considère que hommes et femmes se complètent et que, de fait, la mixité est naturelle.
- Une école rationaliste : Ferrer accorde une place fondamentale à la science dans la construction de sa pédagogie : l’École moderne entend seulement diffuser et étudier des savoirs, des théories et des faits prouvés et admis dans le cadre d’une démarche scientifique ou reposant sur un raisonnement rationnel (qui fait appel à la raison et non aux croyances religieuses). À cet effet, il écrivait : « Nous voulons que les vérités de la science brillent de leur propre éclat et illuminent chaque intelligence, de sorte que, mises en pratique, elles puissent donner le bonheur à l’humanité, sans exclusion pour personne par privilèges odieux. »
- Une école sociale : si l’école est payante (puisqu’elle ne reçoit aucune subvention publique ou privée), les droits d’entrées sont proportionnels aux revenus de la famille, de sorte que chacun, quelle que soit la classe sociale de laquelle il est issu, puisse accéder au même enseignement. En outre, l’École moderne organise des cours du soir ouverts aux familles des élèves, notamment à celles issues des classes populaires et qui, dans leur jeunesse, n’avaient pas ou peu reçues d’éducation scolaire.
- Fondées dans le but de favoriser le développement de l’autonomie et de l’entraide des individus, les classes de l’École moderne répondent à une forme d’organisation bien précise. Les élèves y sont répartis en groupes (souvent affinitaires) et travaillent entre eux, selon une démarche d’entraide : les uns aidant les autres dans les difficultés qu’ils rencontrent. Ce sont également les enfants qui élaborent et bâtissent leurs projets de travail dans le cadre d’une discipline enseignée. Les professeurs, quant à eux, n’interviennent que très peu, et jamais sans avoir été au préalable sollicités par un ou plusieurs élèves. Les enfants peuvent ainsi se prendre en mains, se responsabiliser et développer leur autonomie, tout en portant une attention aux difficultés d’autrui. Cette pédagogie libertaire évacue toute idée de compétition, il n’y a ni examens ni classements dans l’École moderne, afin de privilégier la solidarité et l’entraide entre les élèves. Punitions et récompenses en sont également exclus. Pour Ferrer, l’école doit avant tout apprendre aux élèves à être des individus responsables, qui étudient et apprennent pour eux-mêmes et non pour une hypothétique récompense ou dans la peur de la sanction. L’éducation doit donc se faire en dehors du cadre de la coercition.

## Le Bulletin et les éditions
De 1901 à 1906, l'école publie un Bulletin de l'École moderne imprimé sur 16 puis 24 pages, la collection compte 62 numéros. On y trouve des articles de fond à caractère pédagogique et social, des informations diverses, des rédactions d'élèves.
Une maison d'édition est créée, qui publie des manuels scolaires, des livres pour enfants et quelques ouvrages scientifiques. Un manuel de lecture est imprimé à 10 000 exemplaires et rapidement épuisé. Les aventures de Nono, livre de Jean Grave font l'objet de deux éditions successives. Au total, l'école édite une trentaine d'ouvrages.
Parallèlement, elle développe des activités culturelles. Véritable Université populaire, elle organise avec succès des conférences et des cours du soir à l'intention des adultes. Elle met ses locaux et sa bibliothèque à la disposition des syndicats ouvriers.

## La fin de l’École moderne
Échappant au contrôle de l’État et des institutions religieuses, et véhiculant un projet émancipateur de transformation sociale, l’École moderne s’attire vite les foudres du gouvernement et du clergé qui n’aspirent qu’à une chose, la fermer.
Le 31 mai 1906, le jour du mariage du roi Alphonse XIII, une bombe (fabriquée par Salvador Creus) explose au milieu du cortège, provoquant la mort de 28 personnes ; le coupable est Mateo Morral, traducteur et bibliothécaire de l'École Moderne. Son appartenance à l’École moderne suffit aux autorités pour ordonner sa fermeture. Par la même occasion, Francisco Ferrer est arrêté, puis finalement acquitté le 19 juillet 1907. 
En 1908, il retourne en France où il fonde, à Paris, la Ligue internationale pour l’éducation rationnelle de l’enfance, dont la présidence est confiée à Anatole France. Il crée également la revue L'École rénovée dans laquelle il présente les théories et les activités de la Ligue.
En 1909, à la suite des événements de la semaine tragique à Barcelone, il est accusé, notamment par le clergé catholique, d'en être l'un des instigateurs. Condamné à mort par un tribunal militaire à l'issue d'une parodie de procès, il est fusillé le 13 octobre. Son exécution provoque un important mouvement international de protestation.
Fermée à Barcelone, l’École moderne a cependant essaimé en Espagne où, en 1909, on dénombre 32 écoles fonctionnant selon la pédagogie élaborée par Francisco Ferrer.

## Postérité

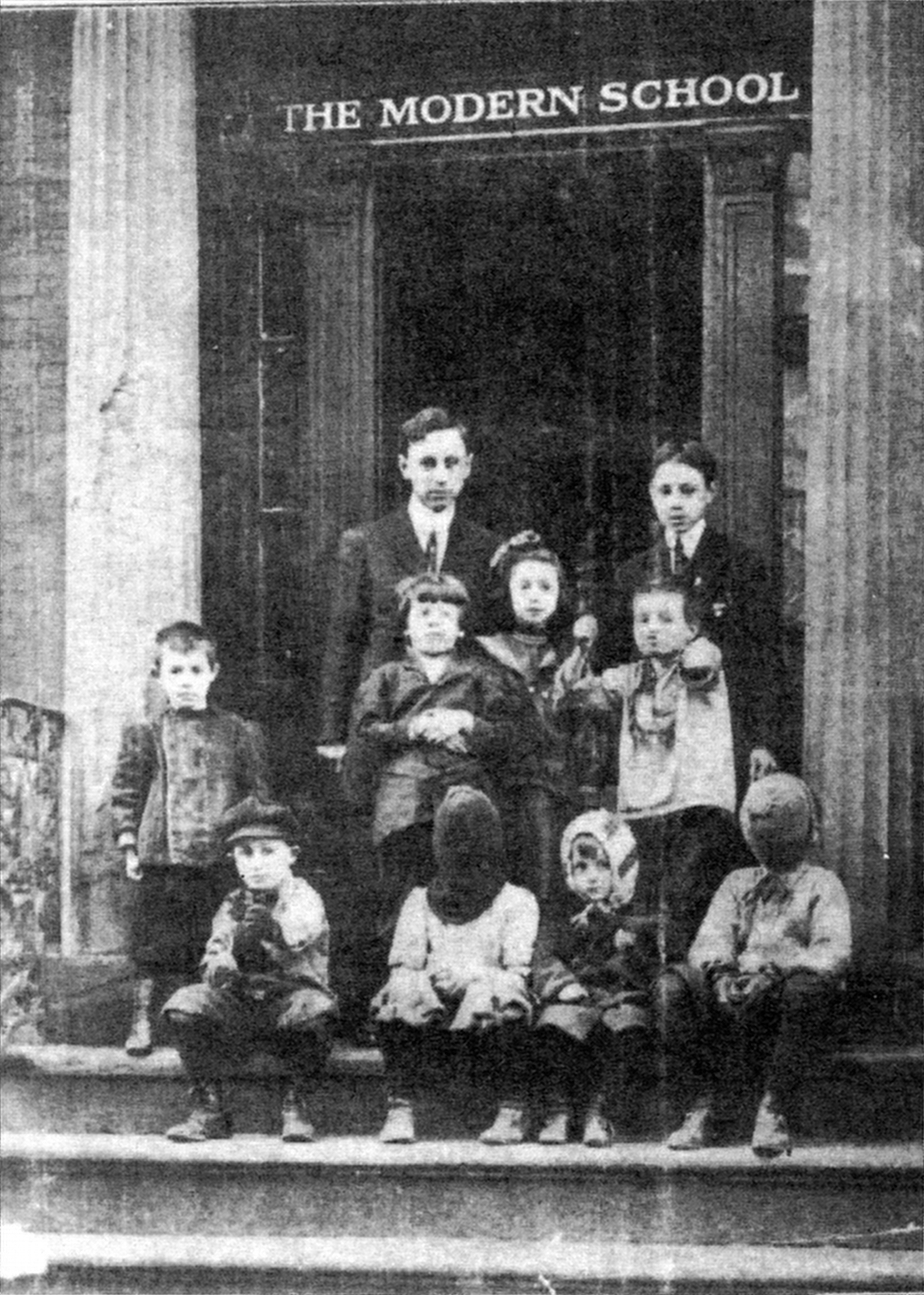
L'École Moderne de la ville de New York vers 1911/12. Will Durant et ses élèves. L'image a paru sur le premier numéro du magazine Modern School.

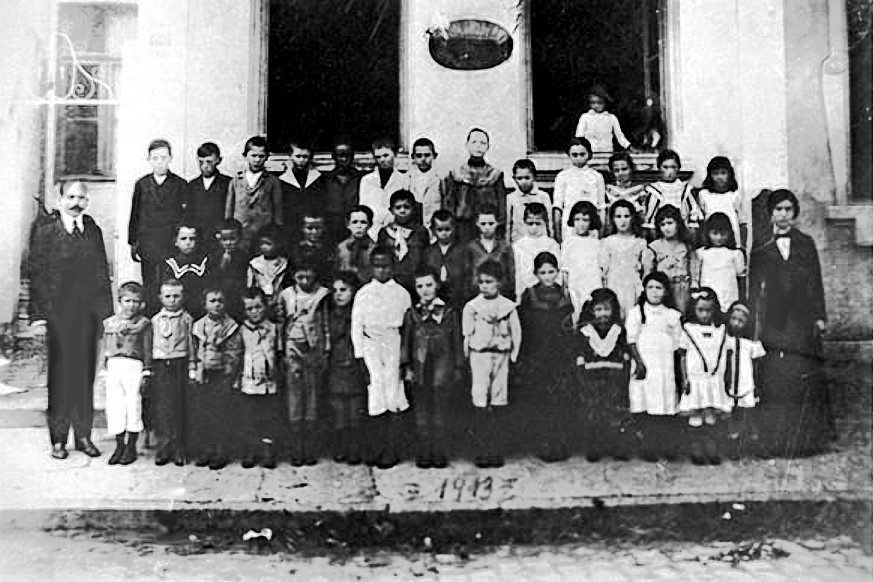
L'école moderne no 1 de São Paulo en 1913.

- Des Modern Schools sont créées aux États-Unis au début du XXe siècle autour des idées de Francisco Ferrer et sur le modèle de la Escuela moderna. Aux États-Unis, l'École moderne était une partie importante des mouvements anarchistes, socialistes, ouvriers et de l'éducation gratuite. On y donnait des leçons pour les enfants le jour et des cours pour adultes le soir. La plus célèbre d'entre elles est sans doute l'École moderne de New York.
- Le 1er novembre 1910, à Lausanne (Suisse) ouverture par le pédiatre libertaire Jean Wintsch et l'instituteur révoqué Émile Durand de l'École Ferrer, école rationaliste directement inspirée de l'Escuela moderna de Francisco Ferrer créée à Barcelone en 1901. La Société de l'École Ferrer, permet dès son inauguration d'accueillir une trentaine d'élèves garçons et filles, et est soutenue par une quinzaine de syndicats ainsi que par des dons personnels (notamment de réfugiés russes). Elle a le soutien de la presse libertaire et particulièrement du Réveil. En 1911, Paul Robin léguera à l'école une grande partie du matériel pédagogique employé à l'Orphelinat de Cempuis.
- Le 13 mai 1912, à São Paulo (Brésil), ouverture d'une École Moderne fonctionnant sur le principe d'enseignement rationaliste préconisé par le pédagogue libertaire espagnol Francisco Ferrer. Quatre anarchistes sont à l'origine de cette expérience : Neno Vasco, Edgard Leuenroth, Oreste Ristori et Gigi Damiani[2].

## Anciens élèves
- Pere Créixams

### Notices
- Notices d'autorité :   - VIAF
  - IdRef
  - LCCN
  - Catalogne
- Gallica - documents en ligne.
- Catalogue général des éditions et collections anarchistes francophones (Cgécaf) - bibliographie.
- (es) Miguel Iñiguez, Esbozo de una Enciclopedia histórica del anarquismo español, Fundación de Estudios Libertarios Anselmo Lorenzo, Madrid, 2001, page 201.